# Алія (співачка)
Алія Дана Гоутон (Aaliyah, англ. Aaliyah Dana Haughton; 16 січня 1979, Бруклін, Нью-Йорк, США — 25 серпня 2001, Багами) — американська співачка, акторка, танцюристка та модель. У дитинстві брала участь у телешоу «Star Search» і співала на концертах з Гледіс Найт. У 12 років дядько Алії, що працює у музичній індустрії, допоміг їй укласти контракт з Jive Records та Blackground Records. Дядько також познайомив її з R. Kelly, який став продюсером її першого альбому «Age Ain't Nothing but a Number». Альбом продали тиражем 2 млн копій. Він став двічі платиновим у США. Після звинувачень у незаконному шлюбі з Келлі, Алія розірвала договір з Jive Records та підписала контракт з Atlantic Records.
Тімбаленд та Міссі Еліот стали продюсерами другого альбому Алії «One in a Million». Його продали тиражем 2 млн копій у США та понад 8 млн копій у всьому світі. У 2000 році Алія знялася у своєму першому фільмі, «Ромео повинен померти», пісня до якого — «Try Again» — потрапила на першу сходинку чарту Billboard Hot 100 суто завдяки радіо-ротації, встановивши рекорд для співачки. За цю пісню Алію номінували на «Греммі» у категорії «Найкраща співачка у стилі R&B».
Після знімання у фільмі «Ромео повинен померти» Алія зіграла головну роль у картині «Королева проклятих». У 2001 році вона випустила свій третій та останній альбом, «Aaliyah». 25 серпня 2001 року, після знімання кліпу «Rock the Boat», Алія і ще вісім людей загинули в авіакатастрофі на Багамах. Ліцензія пілота, Луї Моралеса III, на той час була недійсна, а у його організмі були виявлені сліди кокаїну та алкоголю. Відтоді музика Алії здобула високу популярність. Алію часто називають «принцесою R&B».

## Життя та кар'єра

### Ранні роки
Алія Дана Гоутон народилася 16 січня 1979 року у Брукліні, Нью-Йорк у родині Даєн та Майкла Гоутон. Вона була другою (наймолодшою) дитиною у родині. Почавши займатися вокалом у ранньому віці з мамою, Алія виступала на весільних церемоніях, благодійних заходах, а також співала у церковному хорі. Коли їй було 5 років, сім'я переїхала до Детройта, Мічиган, де Алія виросла зі своїм старшим братом Рашадом. Вона вчилася у католицькій школі Gesu Elementary, де у першому класі отримала роль у постановці Енні. З того моменту вона рішуче йшла до кар'єри артистки. Мати Алії була співачкою, а її дядько, Баррі Генкерсон (чоловік Гледіс Найт), був адвокатом у сфері шоу-бізнесу. У дитинстві Алія подорожувала разом із Найт і найняла агента у Нью-Йорку, щоб зніматися у рекламі та телешоу. У 9 років вона брала участь у шоу Star Search. Згодом вона проходила кастинг у кількох звукозаписних компаніях, а у 11 років співала на концертах разом з Найт.

### Age Ain't Nothing but a Number
Після того як Генкерсон уклав договір дистрибуції з Jive Records, 12-річна Алія підписала контракт з його лейблом Blackground Records. Генкерсон познайомив Алію зі співаком та продюсером R. Kelly, який став керівником, автором пісень та продюсером альбому, записаного Алією у 14 років. Вийшовши у червні 1994 року, альбом досяг 18-го рядка чарту Billboard 200 і був проданий тиражем понад 2 млн копій у США. Дебютний сингл Алії, Back u0026 Forth, три тижні очолював чарт Billboard Hot R&B/Hip-Hop Songs і став золотим. Другий сингл, кавер на пісню The Isley Brothers At Your Best (You Are Love), потрапив на шосте місце чарту Billboard та також став золотим. Заголовний трек, Age Ain' t Nothing but a Number, досяг 75-ї позиції у чарті. Також вона записала пісню The Thing I Like до фільму 1994 року Зниклі мільйони.
З випуском Age Ain' t Nothing But a Number з'явилося багато чуток про стосунки між Алією та Келлі. Незабаром з'явилися припущення про їх таємне одруження, а також почали активно критикуватись тексти, які писав Келлі. Журнал Vibe пізніше виявив свідоцтво про укладення шлюбу, у якому йшлося про те, що пара одружилася 31 серпня 1994 року у готелі Sheraton Gateway Suites у містечку Роузмонт, штат Іллінойс. У свідоцтві про шлюб стверджувалося, що Алії було 18, хоча насправді на той момент їй було 15. За повідомленнями, нелегальний шлюб було анульовано батьками Алії у лютому 1995 року. Пара продовжувала спростовувати чутки про одруження, заявляючи, що ніхто з них не одружений.

### One in a Million
У 1996 році Алія покинула лейбл Jive та підписала контракт з Atlantic. Вона працювала з Тімбалендом та Міссі Еліот над своїм другим альбомом, One in a Million. Альбом містив у собі сингл If Your Girl Only Knew, який два тижні очолював чарт Billboard Hot R&B/Hip-Hop Songs, а також сингли Hot like Fire і 4 Page Letter. У наступному році Алія записала дебютний сингл гурту Timbaland u0026 Magoo – Up Jumps da Boogie. One in a Million досяг 18-го рядка у чарті Billboard 200, поширившись трьохмільйонним тиражем у США і 8-мільйонним у всьому світі.
1997 року Алія закінчила школу Detroit School of Arts, де вивчала драму, з середнім балом 4,0. У тому ж році Алія почала акторську діяльність; вона з'явилася у серіалі «Поліцейські під прикриттям» у ролі самої себе. тоді ж Алія брала участь у благодійному концерті Children's Benefit Concert у Нью-Йорку. Вона записала пісню Journey to the Past до мультфільму «Анастасія», а її автори були номіновані на «Оскар» у категорії Найкраща пісня до фільму. У 1998 році Алія виконала цю пісню на церемонії «Оскар», ставши наймолодшою співачкою, яка виступала на церемонії.

### «Ромео повинен померти» та однойменний альбом
У 2000 році Алія знялася у своєму першому фільмі «Ромео повинен померти». Фільм зібрав 18,6 млн доларів за перший тиждень, потрапивши на друге місце за кінозборами. Також Алія брала участь у записі саундтрека до фільму. Однією з чотирьох пісень, які виконала Алія, стала Try Again, яка очолила чарт Billboard Hot 100, зробивши її першою співачкою, яка очолювала чарт суто завдяки радіо-ротації. Відеокліп отримав дві нагороди на MTV Video Music Awards: «Найкраще жіноче відео» та «Найкраща пісня до фільму». Також Алію номінували на «Греммі» у категорії «Найкраща співачка у стилі R&B». Саундтрек продали тиражем 1,5 млн копій у США.
Після завершення зйомок, Алія почала працювати над своїм другим фільмом – «Королева проклятих». Вона також повинна була зіграти у фільмі «Матриця». У липні 2001 року Алія випустила свій однойменний альбом, продюсером якого став Тімбаленд. Альбом потрапив на другу сходинку чарту Billboard 200, поширившись тиражем 187 тисяч копій за перший тиждень. Перший сингл, We Need a Resolution, потрапив на 59-у сходинку чарту Billboard Hot 100.

### Авіакатастрофа, смерть та судовий процес
25 серпня 2001 року о 18:45, після знімання кліпу Rock the Boat, Алія і кілька членів її звукозаписної компанії сіли на борт літака Cessna 402B (N8097W) у районі Марш-Харбор, острови Абако, Багами, щоб полетіти до міста Опа-лока у Флориді. Рейс призначили на наступний день, але оскільки знімання закінчили раніше, Алія і її супровід наполягали на поверненні до США. Всупереч порадам вантажників та пілота, все обладнання завантажили до літака. Вони не знали, що літак не може витримати все обладнання, яке привезли на літаку Cessna 404. Таким чином, вага вантажу на борту перевищувала допустимі норми. Літак впав незабаром після зльоту за 60 метрів від злітно-посадкової смуги. Алія, пілот Луї Моралес III, стиліст-перукар Ерік Форман, Ентоні Додд, охоронець Скотт Галліна, відеопродюсер Дуглас Кратц, стиліст Крістофер Малдонадо та співробітники лейблу Blackground Records Кіт Веллас та Джина Сміт загинули.
За версією слідчих, Алія померла від декількох опіків та удару головою, також у неї був шок та слабке серце. Слідчий зробив висновок, що навіть якщо б Алія вижила, її одужання виявилося б практично неможливим через отримані травми. В офіційній заяві Національної комісії з безпеки транспорту США (NTSB) було сказано про те, що загальна вага вантажу була істотно перевищена, що призвело до зміщення центру ваги до хвостового відсіку. Також зазначено, що у пілота не було дозволу керувати літаком. Моралес нечесно здобув ліцензію Федерального управління цивільної авіації США, щоб отримати роботу на Blackhawk International Airways. До того ж, розтин показав, що в організмі Моралеса містилися сліди кокаїну та алкоголю. Подальші розслідування показали, що вага вантажу перевищувала норму на 700 фунтів і на борту перебували на одного пасажира більше дозволеного.

### Посмертна кар'єра
Після загибелі співачки 2002 року вийшов альбом I Care 4 You, що містив її найбільші хіти і 6 пісень, що раніше не видавалися: Miss you, Don 't know what to tell ya, Erica Kane, All I need, Come over, Don't worry. Головним синглом з альбому стала пісня Miss you. На нього зняли триб'ютний кліп. У 2005 вийшла збірка Ultimate Aaliyah, У 2009 — Aaliyah: rare tracks, що включає ремікси та кілька пісень з саундтрека до «Ромео повинен померти»

## Дискографія
| - Age Ain't Nothing but a Number (1994) - One in a Million (1996) - Aaliyah (2001) | - I Care 4 U (2002) - Ultimate Aaliyah (2005) - Aaliyah: rare tracks (2009) |

## Фільмографія
| Рік  |        | Українська назва           | Оригінальна назва   | Роль                          | Примітки                      |
| ---- | ------ | -------------------------- | ------------------- | ----------------------------- | ----------------------------- |
| 1997 | Серіал | Поліцейські під прикриттям | New York Undercover | Aaliyah                       | сезон 3, епізод 65 «Fade Out» |
| 2000 | Фільм  | Ромео повинен померти      | Romeo Must Die      | Тріш О'Дей (головна роль)     |                               |
| 2002 | Фільм  | Королева проклятих         | Queen of the Damned | Королева Акаша (головна роль) | посмертний реліз              |